# Llac Sambhar
El Sambhar és un llac salat de l'Índia al districte de Jaipur (sud i est) i al districte de Nagaur (nord i oest) a uns 75 km al nord-est d'Ajmer i uns 50 km a l'oest de Jaipur (ciutat). Sovint s'asseca excepte quan plou. L'aigua és salada degut a la composició del terreny. El seu nom és una corrupció de Sakambar derivat de Sambakari, l'esposa de Xiva, que primer va crear el llac però després el va convertir en salat per aturar les ambicions de la seva possessió. No obstant se sap que essencialment fou l'obra d'Akbar i els seus successors. En temps d'Ahmad Shah Bahadur (1748-54), va passar als maharajas de Jodhpur i Jaipur. L'oest al primer i l'est i la ciutat de Sambhar en condomini. Amir Khan, al servei dels marathes, va dominar la comarca per un temps al final del segle xviii i començament del XIX. El 1835 els britànics, per compensar les despeses de la pacificació del Shekawati, va agafar l'administració de l'explotació de la sal fins al 1843. El 1870 el maharaja de Jodhpur i el de Jaipur van cedir l'explotació als britànics a canvi d'un pagament de 7,25 lakhs, 4 al primer i 2,75 al segon, però si la sal excedia de 63.400 tones en un any, el 40% del preu de la sal excedent seria pagat en la mateixa proporció als dos estats; l'acord fou modificat el 1884 i Jodhpur va passar a rebre 5/8 i Jaipur 3/8 i els dos estats rebrien una certa quantitat de sal lliures de taxes.